# Kidd Creek
Кідд-Крік (Kidd Creek) — підприємство з видобутку і переробки мідно-цинкових руд в Канаді, пров. Онтаріо.
Осн. пром. центр — м. Тіммінс. 

## Історія
Побудоване в 1965-71 рр. на базі розвіданого в 1959-64 рр. однойменного родовища.

## Характеристика
Включає шахту, дробильний комплекс, збагач. ф-ку, цинковий завод, залізницю та ін. Родов. належить до колчеданного типу і пов'язане з вулканогенними породами докембрію. Основні рудні мінерали: сфалерит і [[халькопірит]]. Крім цинку і міді, в рудах містяться також свинець, срібло і кадмій. Загальні запаси руди (розвідані до глиб. 1550 м) — 115 млн т, з яких 104 млн т належать до категорії пром. і перспективних запасів. Сер. вміст металів в рудах: Zn 10.0%, Cu 2.81%, Pb 0,18%, Ag 62,5 г/т.

## Технологія розробки
Родов. розробляється підземним способом. 
Розкриття — двома вертикальними стволами і похилим з'їздом. Осн. система розробки — поверхові штреки. На концентраційному горизонті (854 м) споруджена підземна дробильна установка. Вся руда, що добувається вище за цей горизонт, за системою рудоспусків перепускається вниз і видається після дроблення скіпами на поверхню. Річний видобуток близько 5,5 млн т. Збагачення гравітаційне і флотаційне, з розділенням концентрату на цинковий і мідний. 